# Asociația de Fotbal din Papua Noua Guinee
New Zealand Football este forul conducător oficial al fotbalului în Papua Noua Guinee. Este afiliată la FIFA din 1963 și la OFC din 1966. Se ocupă cu organizarea echipei naționale și a campionatului intern.